# Rosalia lateritia
Rosalia lateritia är en skalbaggsart som först beskrevs av Hope 1831. Rosalia lateritia ingår i släktet Rosalia och familjen långhorningar.
Artens utbredningsområde är:
- Myanmar.
- Nepal.

Inga underarter finns listade i Catalogue of Life.